# Tovomita bahiensis
Tovomita bahiensis är en tvåhjärtbladig växtart som beskrevs av Adolf Engler. Tovomita bahiensis ingår i släktet Tovomita och familjen Clusiaceae. Inga underarter finns listade i Catalogue of Life.